# Dimitrije Ljotić
Dimitrije Ljotić (Димитрије Љотић) est un homme politique fasciste yougoslave né le 12 août 1891 à Belgrade et mort le 23 avril 1945 à Ajdovščina.
En 1931, Ljotic était ministre de la Justice dans le gouvernement de Petar Zivković. Il a démissionné après que le roi Alexandre I de Yougoslavie ait rejeté son projet de constitution sur la tenue d'élections libres et secrètes, où les candidats seraient déterminés par des représentants d'organisations professionnelles, de classe, culturelles et humanitaires. En 1935, Ljotic fonde le parti pro-fasciste ZBOR. Il a proposé une philosophie politique extrême caractérisée par le nationalisme, le paternalisme et l'agrarisme paysan serbe, l'éthique religieuse de l'Église orthodoxe serbe, le monarchisme et la loyauté totale envers la dynastie Karadjordjević, ainsi que des principes autoritaires, antidémocratiques etorganisation corporative de l'État et Yougoslavie intégrale. Il était anti-libéral et anti-démocrate, s'opposant au multipartisme, n'acceptant ni les juifs ni les francs-maçons, et surtout les communistes.

## Biographie

### Jeunesse
Dimitrije Ljotic est né le 12 août 1891. Il est le fils de Vladimir Ljotić, qui était député au Parlement serbe, président de la municipalité de Smederevo et consul général de Serbie à Thessalonique et de Ljubica, qui était de la famille du prince Stanoj de Zeoka. Ses ancêtres ont immigré en Serbie depuis le village de Blaca (l'actuelle province grecque de Macédoine) dans la première moitié du XIXe siècle. Le plus ancien ancêtre connu de Dimitrije s'appelait George, à la merci de Ljot, et après quoi la famille Ljotic a obtenu son nom de famille.
La formation de la personnalité de Dimitrij Ljotić a été principalement influencée par son père, le christianisme orthodoxe et l'armée. Enfant, il connaissait la liturgie par cœur et voulait devenir prêtre et plus tard astronome. Il pensait qu'il n'y avait rien de contradictoire dans ces deux appels et il voulait les unir.
Dimitrije Ljotic a terminé l'école primaire à Smederevo, où il s'est inscrit au lycée. Lorsque la famille a déménagé à Thessalonique, il a poursuivi ses études et à l'âge de moins de 16 ans, il a réussi l'examen Matura au lycée serbe de Thessalonique avec l'approbation du ministère des Affaires étrangères. Après la puberté, l'attitude religieuse de Ljotić s'est considérablement refroidie. Le mode de vie cosmopolite de Thessalonique y a également contribué.
À son retour en Serbie, Ljotic s'inscrit à la faculté de droit de Belgrade, où, sous l'influence de Léon Tolstoï, son attitude religieuse lui revient, mais sous une forme légèrement modifiée. Il est devenu végétarien et s'est abstenu. Acceptant l'idée de Tolstoï d'une religion de "non-résistance au mal", il décida que le moment venu pour l'armée, il refuserait d'accepter un fusil et de prêter serment . Ljotic devint, au sens idéologique, anarchiste à la façon de Tolstoï. Il était contre l'État, qu'il considérait comme «le créateur de tous les maux».
Durant la première guerre des Balkans de 1912. Ljotic n'a même pas été enrôlé dans l'armée. Au lieu de cela, il est allé en Bulgarie avec le correspondant du Daily Telegraph, Bennett Barley. Plus tard, pendant la guerre, il s'est porté volontaire comme infirmier. Son service était dans le sanatorium Vračar. Pendant la deuxième guerre balkanique de 1913, Ljotic pensait qu'il ne devait pas fuir le danger sous couvert de tolstoïsme, il a postulé un emploi d'infirmier dans les services cholériques et a été placé à Ristovac, sur l'ancienne frontière serbo-turque.

### Première guerre mondiale

Dimitrije Ljotic est à l'extrême gauche, tandis que son frère Jakov Ljotic est debout.

Après la deuxième guerre balkanique, sur l'insistance du roi Pierre, qui ressentait probablement une sorte de dette envers feu Vladimir Ljotić, il partit étudier à Paris. Il n'a pas réussi les examens d'entrée à la Faculté d'agriculture, il y a donc consacré tout son temps aux musées, aux bibliothèques et aux églises. Ljotić, qui n'était pas enclin à l'idée de démocratie auparavant, a été influencé par son séjour à Paris, comme il le dit, pour "se guérir, s'il était enclin à quelque faiblesse envers le soi-disant La Grande Révolution française." Depuis lors, il a commencé à croire que les plus grands désastres et tragédies historiques proviennent de mauvais gouvernements et de fausses notions qui, répandues parmi les masses, semblent être vraies. Pendant son séjour en France, Ljotic a assisté à des réunions de partis monarchistes, a lu leur littérature et a consolidé ses opinions monarchistes.
En juin 1914 il est venu en vacances en Serbie. Là, il a été appelé durant la Première Guerre mondiale. Cette fois, il n'y avait aucun problème à prêter serment et à prendre le fusil. Il reste dans l'armée jusqu'à sa démobilisation le 17 juin 1920. Pendant la guerre, il est promu lieutenant et commandant de compagnie. Après la guerre, il a été nommé à la gare de Bakar en tant que commandant, où il était jusqu'à sa démobilisation. Là, en 1919, il réprima une grève des cheminots organisée par les communistes pour empêcher la livraison de munitions destinés à la République soviétique hongroise de Bela Kun. Ljotic considérait les expériences acquises pendant la guerre comme ses plus précieuses, plus précieuses que celles acquises à Paris.
Lors du service militaire à Bakar, il rencontre sa future épouse Ivka Mavrinac, qu'il épouse le 30 juin 1920 à Smederevo, où ils s'installent. Il a eu trois enfants avec elle : Vlada, Nikola et Ljubica. Ljotic, dit-il, voulait devenir moine après le service militaire, mais son mariage a changé ses plans. Après son mariage, il réussit l'examen du barreau de Belgrade. En plus du plaidoyer, il a organisé des coopératives agricoles.

### Vie politique
En 1935, Ljotić fonde le parti ZBOR, d'inspiration fasciste, qui réalise des scores inférieurs à 1 % des suffrages lors des élections législatives de 1935 et 1938. La signature de l'accord Cvetković-Maček est dénoncée par le ZBOR, qui est interdit en octobre 1940 à la suite d'émeutes, et Ljotić ne revient sur la scène publique qu'après l'invasion de la Yougoslavie par les forces de l'Axe. Il décline l'offre qui lui est faite de siéger dans le gouvernement fantoche mis en place par les Allemands, préférant tirer les ficelles dans l'ombre par l'entremise de ses proches. En septembre 1941, il fonde le Corps de volontaires serbes (SDK) avec l'accord de la puissance occupante.
Ljotić quitte Belgrade en octobre 1944 au moment de la prise de la ville par les Partisans et l'Armée rouge ; il tente de s'allier ensuite en vain aux Tchetniks de Draža Mihailović dans une ultime tentative de contrer l'avance des Partisans. Il est tué dans un accident de voiture en avril 1945.